# Saint-Granier
Pour les articles homonymes, voir Granier et Famille Granier de Cassagnac.
Saint-Granier est un acteur et auteur-compositeur-interprète français, né le 27 mai 1890 à Paris 9e  et mort le 25 juin 1976 à Neuilly-sur-Seine (Hauts-de-Seine).
Créateur de nombreuses revues, il a également été scénariste, homme de radio et journaliste.

## Biographie

### Origines et formation
Saint-Granier naît le 27 mai 1890 dans le 9e arrondissement de Paris sous le nom d'état civil de Jean Adolphe Alfred de Granier de Cassagnac,, rue Taitbout 13, fils de Georges Jean Baptiste de Granier de Cassagnac, âgé de 35 ans, rentier et de son épouse Gabrielle Fortunée Delphine Balensi, âgée de 27 ans, sans profession.
Il appartient à une famille de la noblesse gasconne dont sont issus un grand nombre de journalistes et députés. Sa prime enfance se passe dans un cadre aisé qui le met à l'abri du besoin, mais la mort prématurée de son père en 1897 l'oblige à quitter avec sa mère ce milieu privilégié : ils abandonnent tous deux la maison cossue qu'ils occupaient au bois de Boulogne pour aller s'installer rue de Liège à Paris. Saint-Granier fait alors ses études au lycée Condorcet où il rencontre[réf. nécessaire] Jean Cocteau et Alexandre Stavisky. En 1907, la mort de sa mère également l'oblige à interrompre ses études.

### Carrière
Grâce à l'aide de sa famille, Saint-Granier devient alors agent de change [réf. nécessaire]. Durant cette période il fréquente assidûment le milieu montmartrois. Il va souvent écouter Yvette Guilbert, Harry Fragson ou Damia.
Par cette fréquentation des cabarets montmartrois, il se forgera une culture satirique qui lui permettra d'écrire dans Le Charivari, l'Indiscret, Bravo, ou dans des journaux tels que Le Matin et Le Journal, où il rédige des chroniques sur la vie artistique parisienne. Jusqu'à la fin de sa vie il se considérera comme journaliste.

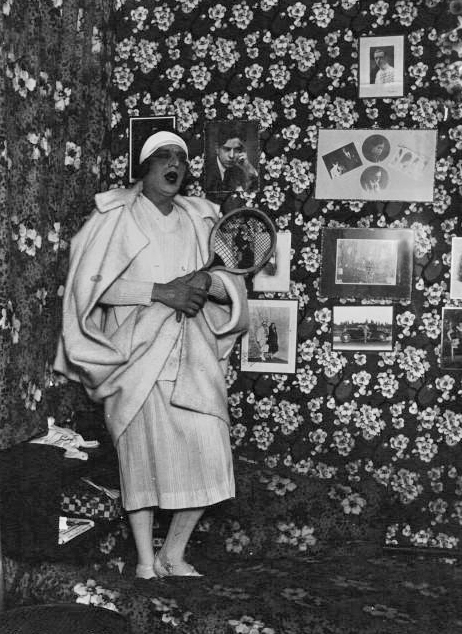
Saint-Granier dans le rôle de Mlle Lenglen au Casino de Paris (1926).

En 1913, il se lance sur la scène du cabaret Le Porc-Épic pour chanter des textes de sa création, son statut de journaliste le poussant à choisir des thèmes ayant trait à l'actualité. En 1914, il écrit en collaboration avec Yves Merall sa première revue, Tais toi, c'est fou !, qu'il donne dans la salle de spectacle Le Little Palace. En 1916, il ouvre le cabaret Le Perchoir puis en 1918 le théâtre de la Potinière. Entre 1921 et 1928, il s'installe au Casino de Paris où il débute avec Maurice Chevalier en montant six revues : Dans un fauteuil (1921), Paris en l’air (1922), En douce (1923), On dit ça... (1924), Bonjour Paris (1926) et Tout Paris (1928). Le public reprendra certains de ses refrains, tels que Billet doux, C’est jeune et ça n’sait pas, popularisé par Maurice Chevalier, Yo t’aime yo t’adore, Marquita et enfin Ramona repris par plusieurs interprètes et toujours aussi célèbre de nos jours chez les amateurs de chansons françaises, à un point tel qu'il y sera associé toute sa vie contre son gré. Parallèlement à ces différentes activités, il continue à chanter et à se produire dans des cabarets comme Le Grillon, le Moulin de la chanson, le Caveau de la République, passe en exclusivité à La Pie qui chante. Il chante aussi dans ses propres revues, auxquelles collaborent Albert Willemetz, Rip ou Jacques Charles. Son succès lui vaut le surnom moqueur de « demi-mondain » en raison de ses origines et de ses fréquentations huppées. Son sourire séducteur lui vaut aussi celui de « Singe Granier ».
À partir de 1930, il étend ses activités au cinéma et devient directeur de Paramount Pictures pour la France de 1930 à 1932. Vient ensuite la radio où il fait ses débuts en 1930 pour devenir sept ans plus tard producteur à Radio-Cité, célèbre station de radio des années 1930, pour laquelle il produit avec Jacques Canetti le premier radio-crochet. Après la guerre, il continue dans la veine des radio-crochets avec On chante dans mon quartier (1945) dont l'indicatif est une chanson de Francis Blanche, Ploum ploum tralala. Dans les années 1950, il anime une émission de télévision, La Joie de vivre, dont le succès renouvelle les quolibets contre lui : on l'appelle « le marquis » ou « Saint Ploum-ploum ». C'est à cette période qu'il décide de prendre du recul, ne conservant que l'émission La Minute du bon sens (rebaptisée ultérieurement La Minute de Saint-Granier) pour garder le contact avec le public.

### Vie privée

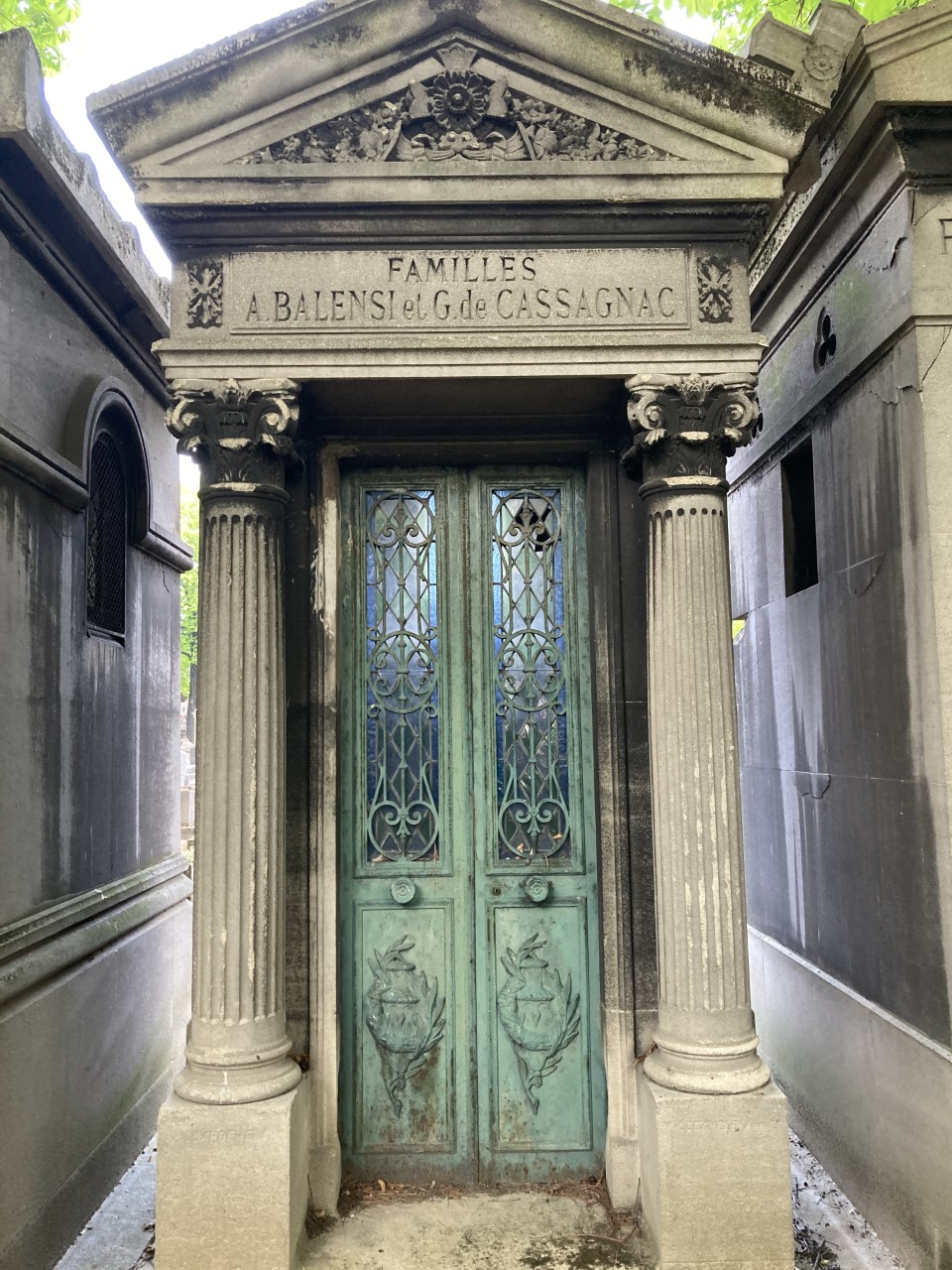
Chapelle funéraire familiale au cimetière des Batignolles.

Saint-Granier était le père de Jean Granier, né Jean Gabriel Roger de Granier de Cassagnac, le 4 décembre 1910 à Paris et mort le 11 avril 2001 au Château-d'Olonne en Vendée, chansonnier et acteur, connu pour avoir créé le célèbre feuilleton radiophonique La Famille Duraton (film : La famille Duraton, 1939). 

### Mort
Saint-Granier meurt le 25 juin 1976 et est inhumé à Paris au cimetière des Batignolles (13e division). Sa femme Élisabeth est morte en 1996 à 91 ans.

## Théâtre, opérettes, revues
- 1920 (janvier) : Mazout alors, revue de Saint-Granier et Briquet, théâtre de la Potinière
- 1925 : J'adore ça, comédie musicale en 3 actes d'Albert Willemetz et Saint-Granier, musique Henri Christiné, théâtre Daunou
- 1927 : J'aime, opérette en trois actes d'Albert Willemetz et Saint-Granier, musique d'Henri Christiné aux Bouffes-Parisiens[3].
- 1929 : Hallelujah ou Hit the Deck, opérette de Vincent Youmans, adaptation Saint-Granier, théâtre Mogador
- 1930 : Au temps des valses de Noël Coward, adaptation Saint-Granier, théâtre de l'Apollo

## Filmographie

### Comme acteur
- 1921 : Villa Destin de Marcel L'Herbier
- 1923 : Par-dessus le mur de Pierre Colombier
- 1923 : La Malchanceuse de Émile-Bernard Donatien
- 1923 : Le Taxi 313-X-7 de Pierre Colombier
- 1928 : Ramona de Edwin Carewe
- 1929 : Prix de beauté de Augusto Genina
- 1930 : Chérie de Louis Mercanton
- 1930 : Paramount on Parade de Charles de Rochefort
- 1930 : Mary-Ann (chanson filmée)
- 1931 : Rien que la vérité de René Guissart
- 1932 : Avec l'assurance de Roger Capellani
- 1932 : Criez-le sur les toits de Karl Anton
- 1932 : Maquillage de Karl Anton
- 1932 : Une étoile disparaît de Robert Villers
- 1934 : Tartarin de Tarascon de Raymond Bernard
- 1936 : On ne roule pas Antoinette de Paul Madeux
- 1937 : Un coup de rouge de Gaston Roudès
- 1946 : Destins de Richard Pottier
- 1950 : Au fil des ondes de Pierre Gautherin
- 1950 : Boîte de nuit de Alfred Rode
- 1950 : Mon ami le cambrioleur d'Henri Lepage
- 1952 : L'Île aux femmes nues d'Henri Lepage
- 1952 : Rires de Paris d'Henri Lepage
- 1953 : Le Collège en folie d'Henri Lepage
- 1960 : Rue de la gaîté (émission de télévision) : lui-même

### Comme scénariste
- 1928 : J’ai l’noir de Max de Rieux
- 1930 : Chérie de Louis Mercanton (+ dialogues)
- 1930 : Paramount on Parade de Charles de Rochefort (dialogues)
- 1931 : Cordon-bleu de Karl Anton
- 1931 : Marions-nous de Louis Mercanton (+ dialogues)
- 1931 : Quand te tues-tu ? de Roger Capellani
- 1931 : Rien que la vérité de René Guissart (+ dialogues)
- 1931 : Un homme en habit de René Guissart (+ dialogues)
- 1931 : Le Comédien
- 1931 : L’Habit fait le moine
- 1932 : Les As du turf de Serge de Poligny (+ dialogues)
- 1932 : Avec l'assurance de Roger Capellani (+ dialogues)
- 1932 : Criez-le sur les toits de Karl Anton (+ dialogues)
- 1932 : Maquillage de Karl Anton (+ dialogues)
- 1932 : Une petite femme dans le train de Karl Anton (+ dialogues)
- 1933 : Rien que des mensonges de Karl Anton

### Comme parolier
- 1928 : Ramona de Edwin Carewe
- 1928 : Rose-Marie de Lucien Hubbard
- 1930 : Mary-Ann (chanson filmée)
- 1931 : Delphine de Roger Capellani
- 1932 : Maquillage de Karl Anton
- 1932 : La Vagabonde de Solange Térac
- 1936 : Rose-Marie de W. S. Van Dyke
- 1954 : Rose-Marie de Mervyn LeRoy